# Åtvidabergs FF
L'Åtvidabergs Fotbollförening, o simplement Åtvidabergs FF, és un club suec de futbol de la ciutat d'Åtvidaberg. Està afiliat a l'Associació Sueca de Futbol i disputa els seus partits a l'estadi Kopparvallen.

## Història

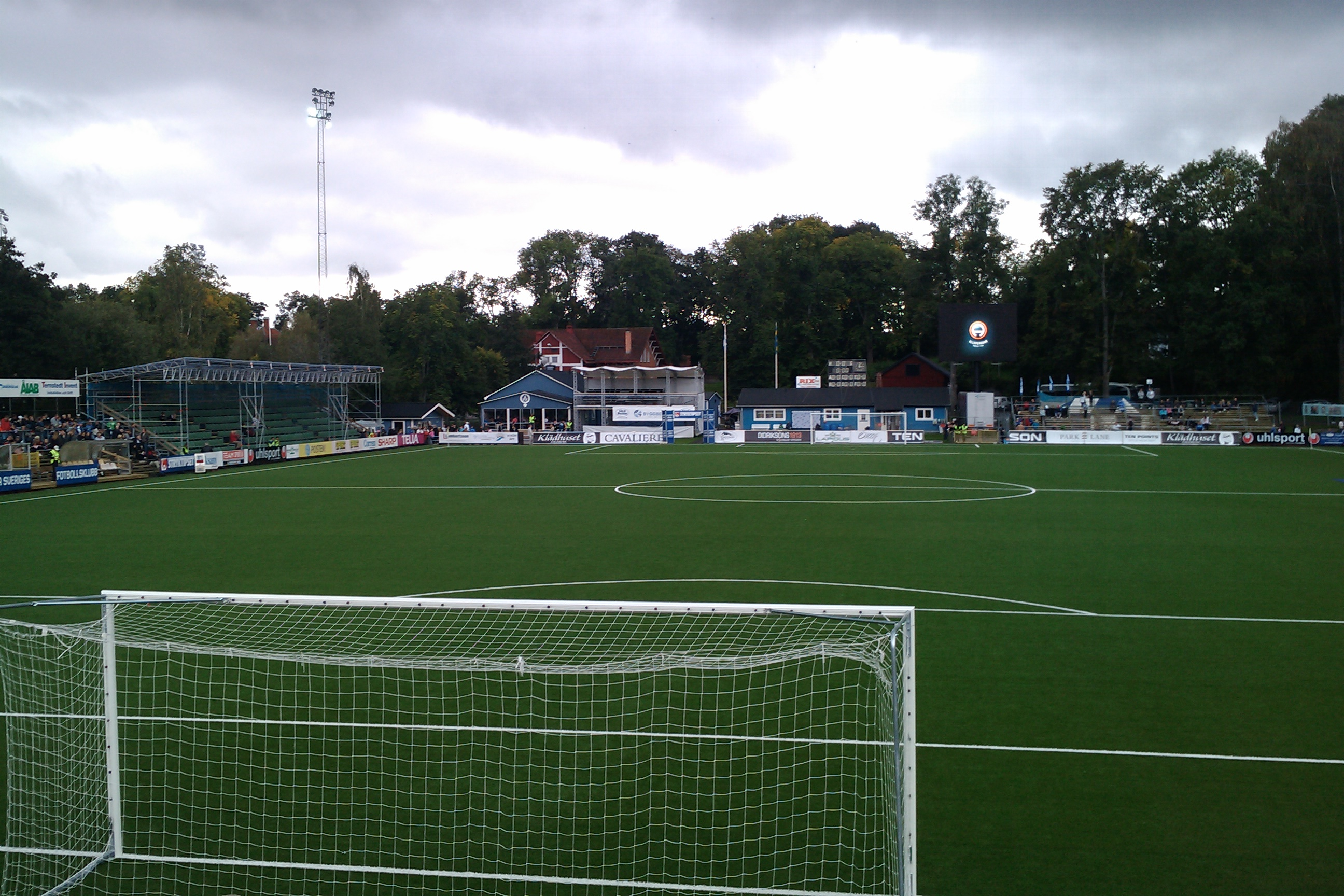
Estadi Kopparvallen

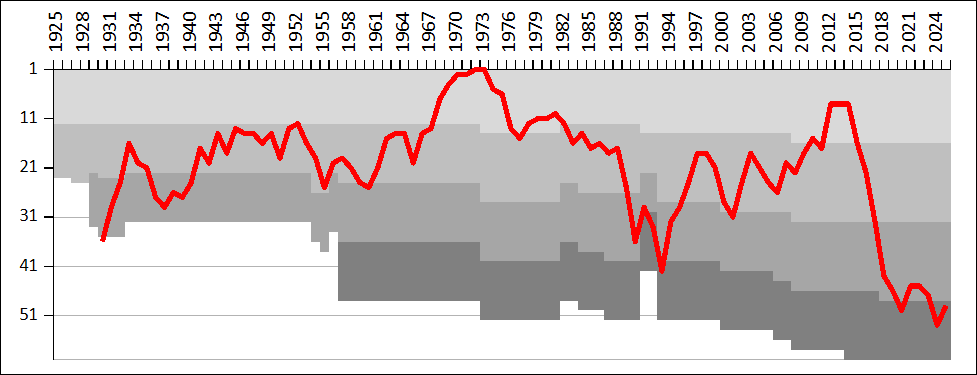
Gràfic del progrés del club a la lliga sueca.

El club va ser fundat l'1 de juliol de 1907 amb el nom d'Åtvidabergs IF. L'actual nom l'adoptà abans de la temporada 1935-1936. En el seu palmarès destaquen dues lligues sueques i dues copes, títols assolits durant la seva època daurada als anys 1970. Destacaren al club durant aquests anys jugadors com Ralf Edström i Conny Torstensson.

## Palmarès
- Allsvenskan (6): 1972, 1973
- Svenska Cupen (3): 1969-70, 1970-71